# Labná

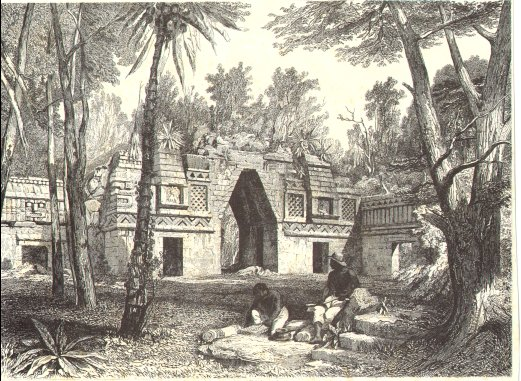
Portão de Labná (também conhecido por Arco de Labná), desenhado por Frederick Catherwood.

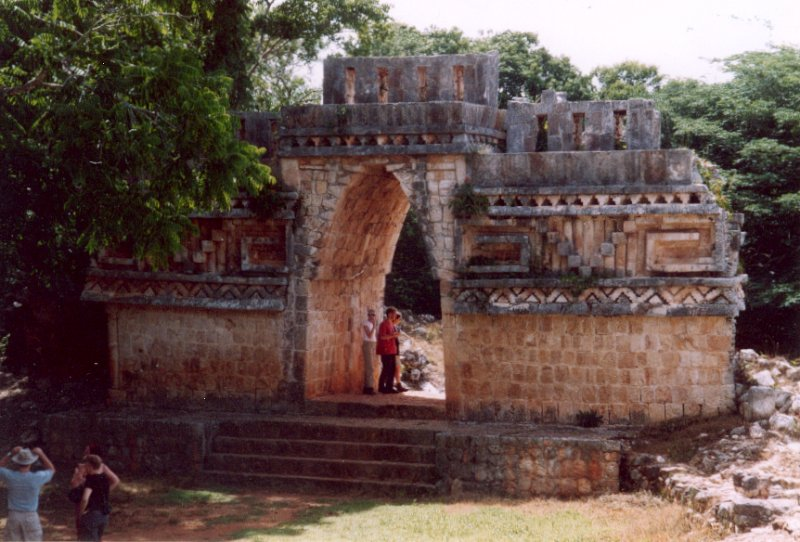
Arco de Labná, foto do outro lado.

Labná é um sítio arqueológico mesoamericano e um antigo centro cerimonial da civilização maia pré-colombiana, situado na região dos Montes Puuc no actual estado mexicano de Yucatán a sul do grande sítio maia de Uxmal.
O sítio é relativamente pequeno e compacto. Entre as suas estruturas dignas de nota encontra-se o grande palácio de dois andares ("El Palacio"), que é uma das maiores estruturas na região Puuc, com aproximadamente 120 metros de comprimento. Desde o palácio parte uma estrada cerimonial (sacbé) em direcção a um arco ricamente decorado ("El Arco"). Esta estrutura tem 3 metros de largura e 6 metros de altura e baixos-relevos bem preservados. Ao lado deste pórtico encontra-se "El Mirador", uma estrutura tipo pirâmide sobre a qual se encontra um templo.
O desenho estrutural e os motivos decorativos encontrados nas estruturas de Labná são típicos do estilo arquitectónico maia conhecido como puuc. Este caracteriza-se pela utilização intensiva de pedra bem trabalhada na formação de padrões e representações, incluindo máscaras do deus da chuva Chaac.
Labná terá sido construído no período clássico final. No palácio encontra-se uma data inscrita correspondente ao ano 862. 
A primeira descrição escrita de Labná foi efectuada por John Lloyd Stephens que visitou o local em 1842 na companhia do artista Frederick Catherwood.